# 大沼郡
大沼郡（日语：／ Ōnuma gun */?）是福島縣的一郡。人口32,385人、面積870.51 km²（2003年）。
現轄有以下3町、1村。
- 會津美里町
- 金山町
- 三島町
- 昭和村